# 莎朗·魯妮
莎朗·魯妮（英語：Sharon Rooney，1988/1989年—）是一名英國女演員。她因出演《肥瑞的瘋狂日記》中的蕾·厄爾、《領里》中的蘇菲、《相见恨晚》中的黎明、2019年翻拍版《小飛象》中的亞特蘭提斯小姐以及2023年電影中的律師芭比而為人所知。

## 早年生活
魯妮出生於蘇格蘭格拉斯哥。16歲時，她離開學校投身演藝事業，並進入赫爾大學攻讀為期三年的表演藝術課程和戲劇學位。

## 職業生涯
魯妮開始表演單口喜劇，並帶著一部話劇在英國多所學校巡演。她的第一個電視角色是在E4青春喜劇系列劇《肥瑞的瘋狂日記》（2013年—2015年）中飾演蕾·厄爾，一名四個月後從精神病院出院的年輕女子。該劇獲得了成功，魯妮也因此獲得英國蘇格蘭學院獎的提名。《衛報》的薩姆·沃拉斯頓（Sam Wollaston）稱魯妮的表演「自然、毫不費力、完全可信」。該角色也讓她獲得2014年英國皇家電視學會獎的提名。她還獲得2014年蘇格蘭青年獎娛樂類提名。
2014年，魯妮在《神探夏洛克》的「空靈柩」一集中飾演一個小角色。2016年7月，她出演ITV劇集《相见恨晚》，該劇以1982年為背景，圍繞四位參與安·薩默斯派對策劃的女性展開。
。她在2019年的電影《小飛象》中飾演亞特蘭提斯小姐，並在片中演唱歌曲〈Baby Mine〉。2021年，她在《尋找愛麗絲》中飾演尼古拉·沃爾什。

## 影視作品

### 電影
| 年份 | 標題       | 角色          | 備註 |
| ---- | ---------- | ------------- | ---- |
| 2013 | 《》       | 派對女孩      |      |
| 2015 | 《Hector》 | 年輕媽媽      |      |
| 2019 | 《小飛象》 | Miss Atlantis |      |
| 2021 | 《》       | 約瑟芬·韋恩   |      |
| 2023 | 《》       | 律師芭比      |      |

### 電視
| 年份             | 標題               | 角色          | 備註                                   |
| ---------------- | ------------------ | ------------- | -------------------------------------- |
| 2013—2015        | 《肥瑞的瘋狂日記》 | 蕾·厄爾       | 16集                                   |
| 2014             | 《神探夏洛克》     | Laura         | 集數：「空靈柩」                       |
| 2014—2015        | 《Mountain Goats》 | Jules         | 7集                                    |
| 2016             | 《相见恨晚》       | Dawn          | 6集                                    |
| 2016             | 《Stag》           | Brodie        |                                        |
| 2013、 2016—2017 | 《領里》           | Sophie        |                                        |
| 2016—2018        | 《Zapped》         | Barbara       | 15集                                   |
| 2017—2018        | 《邊隧謎案》       | Kiki Stokes   | 4集                                    |
| 2018             | 《無罪》           | Faye Caddy    | 4集                                    |
| 2019             | 《》               | Becky         | 6集                                    |
| 2019—2021        | 《Jerk》           | Ruth          | 8集                                    |
| 2021             | 《尋找愛麗絲》     | Nicola        | 6集                                    |
| 2021             | 《兩極警探》       | Doreen Warren | 集數：「We Need To Talk About Doreen」 |
| 2022             | 《教師情事》       | Nina          | 4集                                    |
| 2022             | 《失控中心》       | Breck         | 3集                                    |
| TBA              | 《Nightsleeper》   |               |                                        |

## 獲獎與提名
| 年份 | 獎項             | 分類                       | 作品               | 結果 |
| ---- | ---------------- | -------------------------- | ------------------ | ---- |
| 2013 | 英國學術蘇格蘭獎 | 最佳男演員／女演員（電視） | 《肥瑞的瘋狂日記》 | 提名 |
| 2014 | 英國學術蘇格蘭獎 | 最佳男演員／女演員（電視） | 《肥瑞的瘋狂日記》 | 提名 |
| 2014 | 皇家電視學會     | 最佳女演員                 | 《肥瑞的瘋狂日記》 | 提名 |
| 2014 | 廣播媒體協會     | 突破獎                     | 《肥瑞的瘋狂日記》 | 提名 |
| 2014 | 蘇格蘭青年獎     | 娛樂獎                     | 《肥瑞的瘋狂日記》 | 提名 |
| 2015 | 英國學術蘇格蘭獎 | 最佳男演員／女演員（電視） | 《肥瑞的瘋狂日記》 | 獲獎 |
| 2021 | 英國短篇電影獎   | 最佳女配角                 | 《Do No Harm》     | 獲獎 |

## 外部連結
- 莎朗·魯妮在互联网电影资料库（IMDb）上的資料（英文）